# Крёзье-ле-Нёф
Крёзье́-ле-Нёф (фр. Creuzier-le-Neuf) — коммуна во Франции, находится в регионе Овернь. Департамент коммуны — Алье. Входит в состав кантона Северный Кюссе. Округ коммуны — Виши.
Код INSEE коммуны — 03093.

## Население
Население коммуны на 2008 год составляло 1007 человек.
| 1962 | 1968 | 1975 | 1982 | 1990 | 1999 | 2008 |
| ---- | ---- | ---- | ---- | ---- | ---- | ---- |
| 535  | 564  | 617  | 733  | 937  | 959  | 1007 |

## Экономика

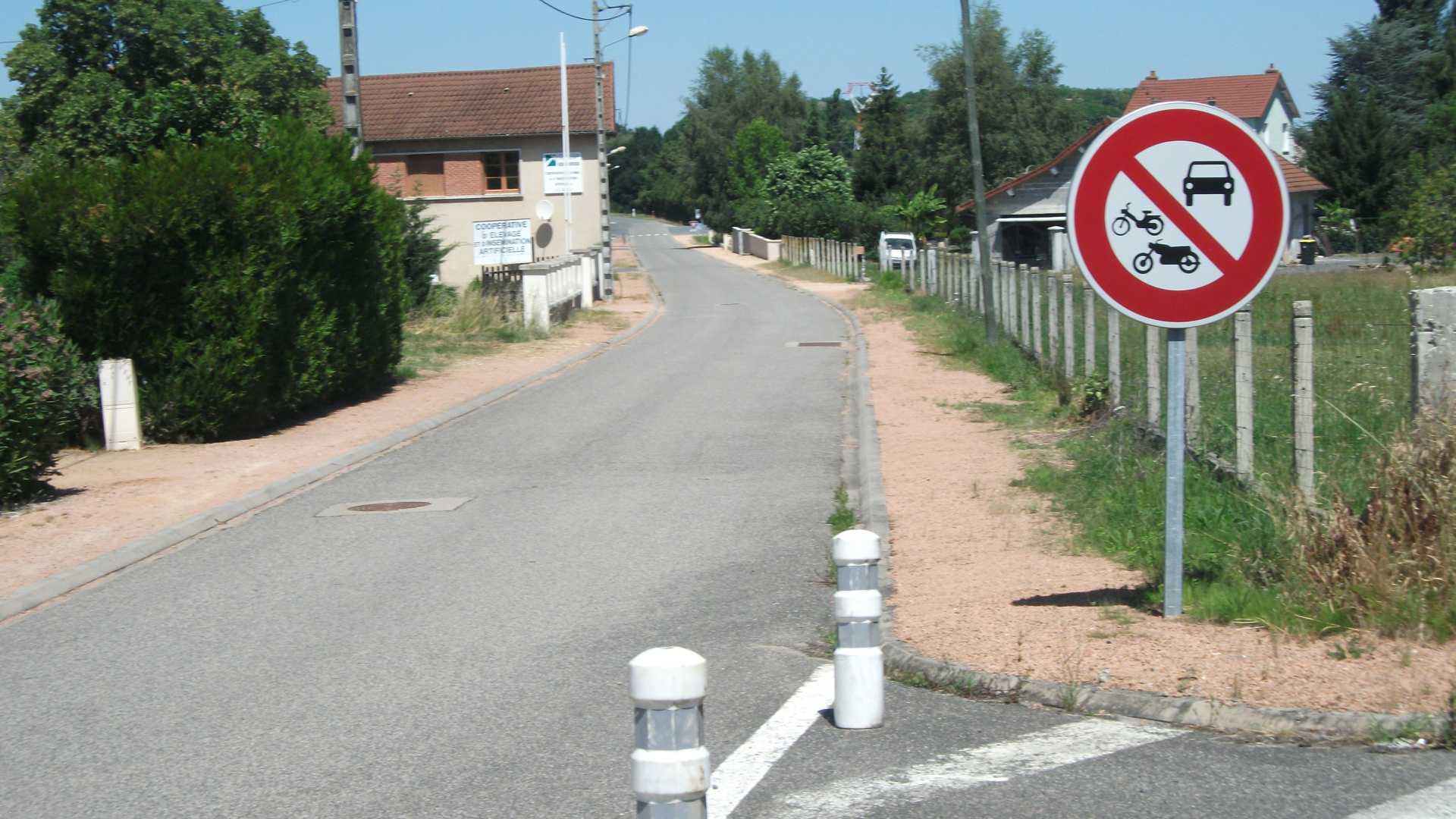
Улица в Крёзье-ле-Нёф

В 2007 году среди 664 человек в трудоспособном возрасте (15—64 лет) 504 были экономически активными, 160 — неактивными (показатель активности — 75,9 %, в 1999 году было 73,7 %). Из 504 активных работали 470 человек (234 мужчины и 236 женщин), безработных было 34 (17 мужчин и 17 женщин). Среди 160 неактивных 38 человек были учениками или студентами, 82 — пенсионерами, 40 были неактивными по другим причинам.

## Достопримечательности
- Церковь Сен-Фрон XI—XII веков, перестроена в XIX веке
- Часовня Шермон в готическом стиле
- Руины замка Шермон XVIII века